# Fistularia commersonii
Fistularia commersonii là danh pháp khoa học của một loài cá biển thuộc chi Fistularia trong họ Fistulariidae. Nó được chú ý vì có cơ thể thanh mảnh, dài bất thường. Tên thông thường tiếng Anh của nó là bluespotted cornetfish, nghĩa đen là "cá cocnê đốm lam".

## Từ nguyên
Tính từ định danh là để vinh danh nhà thực vật học người Pháp Philibert Commerson (1727-1773).

## Phân bố
Tìm thấy trong khoảng vĩ độ 32°B - 32°N, từ Hồng Hải và bờ biển Đông Phi đến các đảo Rapa Iti và Phục Sinh, về phía bắc tới miền nam Nhật Bản, về phía nam tới Australia và New Zealand. Cũng ghi nhận tại Địa Trung Hải. Quần thể đông trung Thái Bình Dương từ Mexico tới Panama, gồm cả các đảo ngoài khơi. Thường bị xác định nhầm là F. petimba, loài cá nước sâu hơn, có màu ánh đỏ hoặc da cam ánh nâu với các tấm xương dọc theo đường giữa lưng.
Là loại cá biển khơi sống đáy ở độ sâu tới 132 m, F. commersonii thường được tìm thấy trong các vùng nước nông của các rạn san hô và bãi đá ngầm, đáy và bờ cát ở các vùng nhiệt đới và cận nhiệt đới thuộc Ấn Độ Dương - Thái Bình Dương. Loài này ưa thích các khu vực ven biển với mật độ diệp lục-a tương đối thấp và độ mặn cao ở những khu vực mà nó xâm nhập.
Cá trưởng thành sống trong môi trường sống là các bãi đá ngầm và rạn san hô ở độ sâu ít nhất 128 m, ngoại trừ những khu vực sóng cồn lớn. Cũng được tìm thấy ở các đáy cát tiếp giáp với các khu vực đá ngầm, hoặc là đơn độc hoặc thành bầy.
Năm 2000, người ta thông báo về sự hiện diện của nó tại Địa Trung Hải; kể từ đó nó tiếp tục phát tán và hiện nay đã thiết lập vững chắc trong một số khu vực. Loài này được coi là một phần của di cư Lesseps. Nó lan tỏa nhanh chóng trong khắp Địa Trung Hải từ khu vực nguồn gốc là kênh Suez, với ghi chép đầu tiên là ngoài khơi Palestine năm 2000 và nó đã vươn tới vùng bờ biển phía nam Tây Ban Nha và xa về phía bắc tới vịnh Lions ở tây nam Pháp vào năm 2007. Các nhà khoa học đã xác định được rằng quần thể Địa Trung Hải là hậu duệ của một lượng nhỏ tổ tiên, có lẽ là kết quả của sự kiện xâm lấn duy nhất, và chúng không có sự biến động di truyền cao như các đồng loài ở Hồng Hải.

## Mô tả
Chiều dài tổng cộng tối đa 160 xentimét (5,2 ft), nhưng thông thường chỉ đạt 100 xentimét (3,3 ft). Vây lưng: tia gai 0, tia mềm: 14-17. Vây hậu môn: tia gai 0, tia mềm: 14 - 16. Đốt sống: 83-86. Cơ thể dẹt theo chiều thẳng đứng chứ không ép dẹt bên. Sợi đuôi dài giống cái roi. Mặt lưng màu xanh lục, dần chuyển thành màu trắng bạc ở phần bụng, với hai sọc xanh lam hoặc các hàng đốm xanh lam trên lưng. Vây lưng và vây hậu môn màu da cam trở thành trong suốt ở gốc. Sợi đuôi màu trắng. Mẫu hình màu sắc cơ thể của nó thay đổi thành dải rộng vào ban đêm. Bốn đốt sống đầu tiên hợp nhất. Tia che mang: 5. Mõm hình ống, mắt to.
F. commersonii ăn cá nhỏ, động vật giáp xác (mực và tôm) và mực ống nhưng chủ yếu ăn cá và có mối quan hệ trực tiếp giữa chiều dài của F. commersonii với kích thước của con mồi. Loài này sử dụng phương pháp kiếm ăn kiểu sục sạo đối với các cá thể nhỏ hơn và lén rình rập con mồi là các loài cá rạn san hô theo kiểu hoặc là đơn độc hoặc với các đồng loài. Các phương pháp sục sạo đối với các cá thể lớn hơn là truy đuổi hoặc lén rình rập các loài cá nổi, theo kiểu đơn độc hoặc cùng với các đồng loài hay dị loài. Khi kích thước loài này tăng lên, nó phát triển tập tính kiếm ăn tạp hơn. Chiều dài tối đa được ghi nhận của loài này là 160 cm. Mùa sinh sản ở Địa Trung Hải được cho là kéo dài từ tháng 5 đến tháng 10. Là loài cá đẻ trứng. Những quả trứng lớn nở bên ngoài cơ thể cá mẹ. Cá bột mới nở dài 6–7 milimét (0,24–0,28 in).

## Sử dụng
F. commersonii thường xuyên xuất hiện trong các mẻ đánh bắt bằng lưới kéo nhưng không được sử dụng cho mục đích thương mại. Nó có thể gặp rủi ro do suy giảm rạn san hô, nhưng nó có thể tận dụng các kiểu sinh cảnh khác.
Có thể được bán ở chợ cá ở dạng cá tươi, cá muối, cá khô hoặc cá hun khói nhưng thường được chế biến thành bột cá.

## Hình ảnh

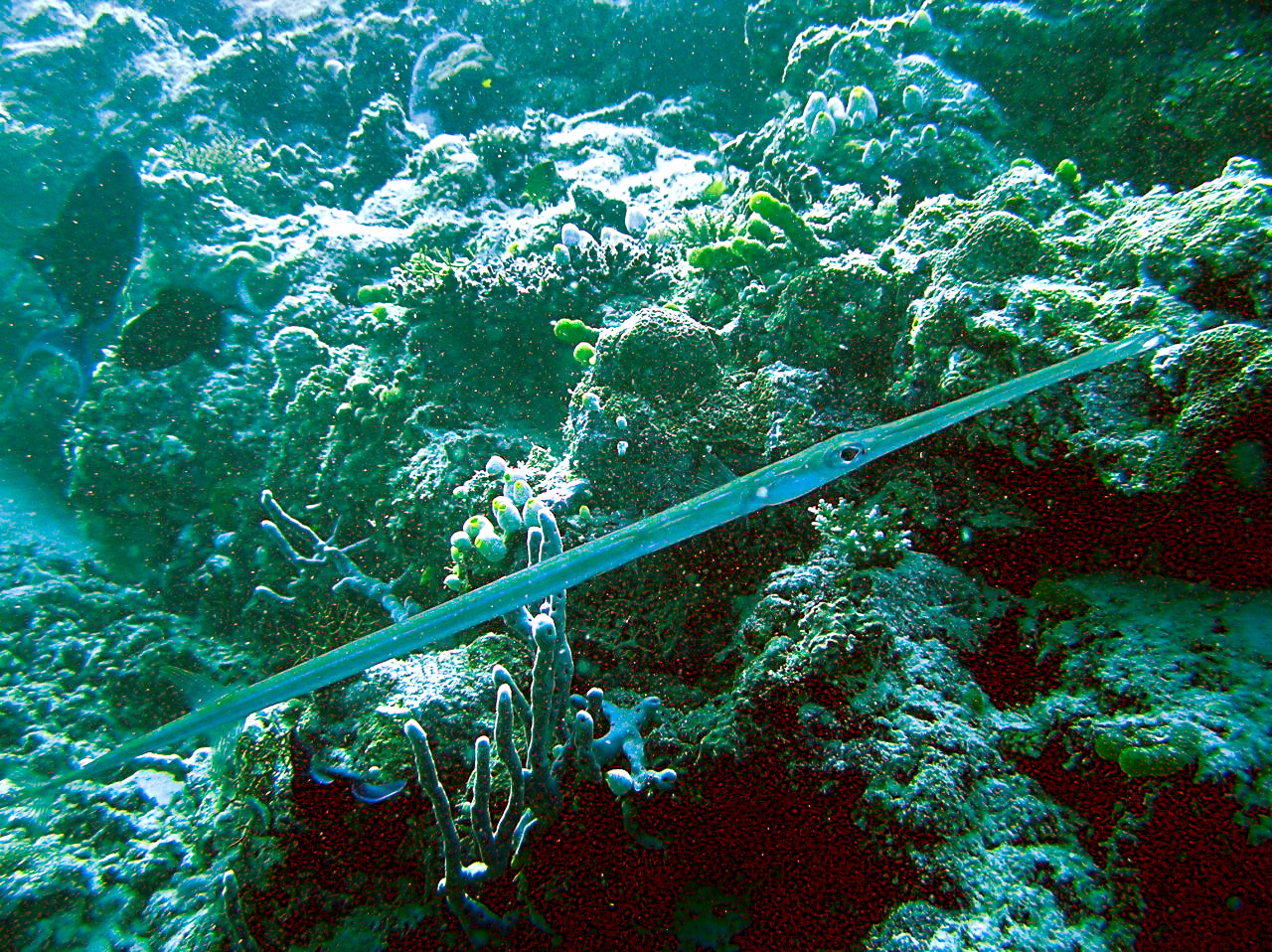
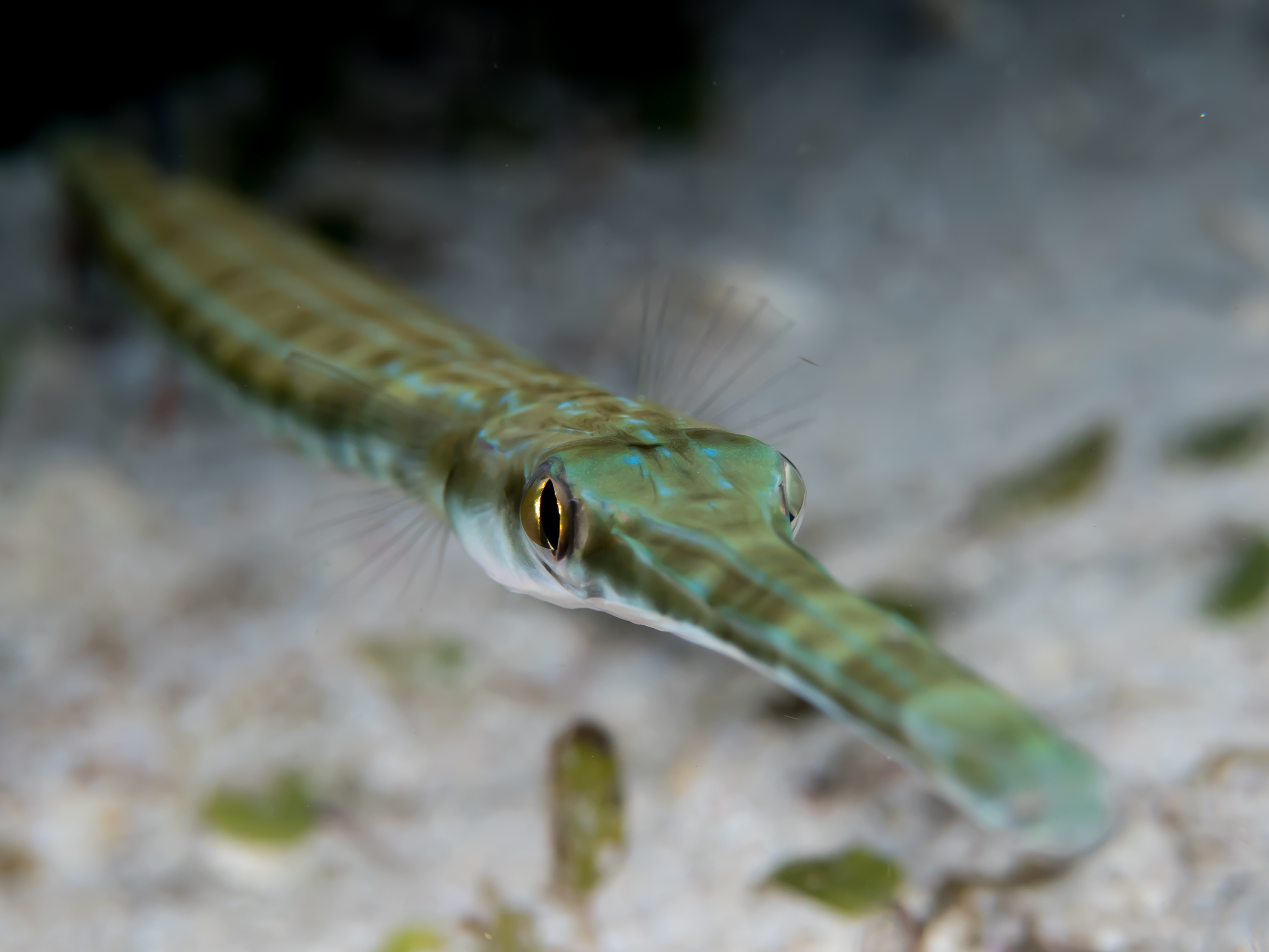
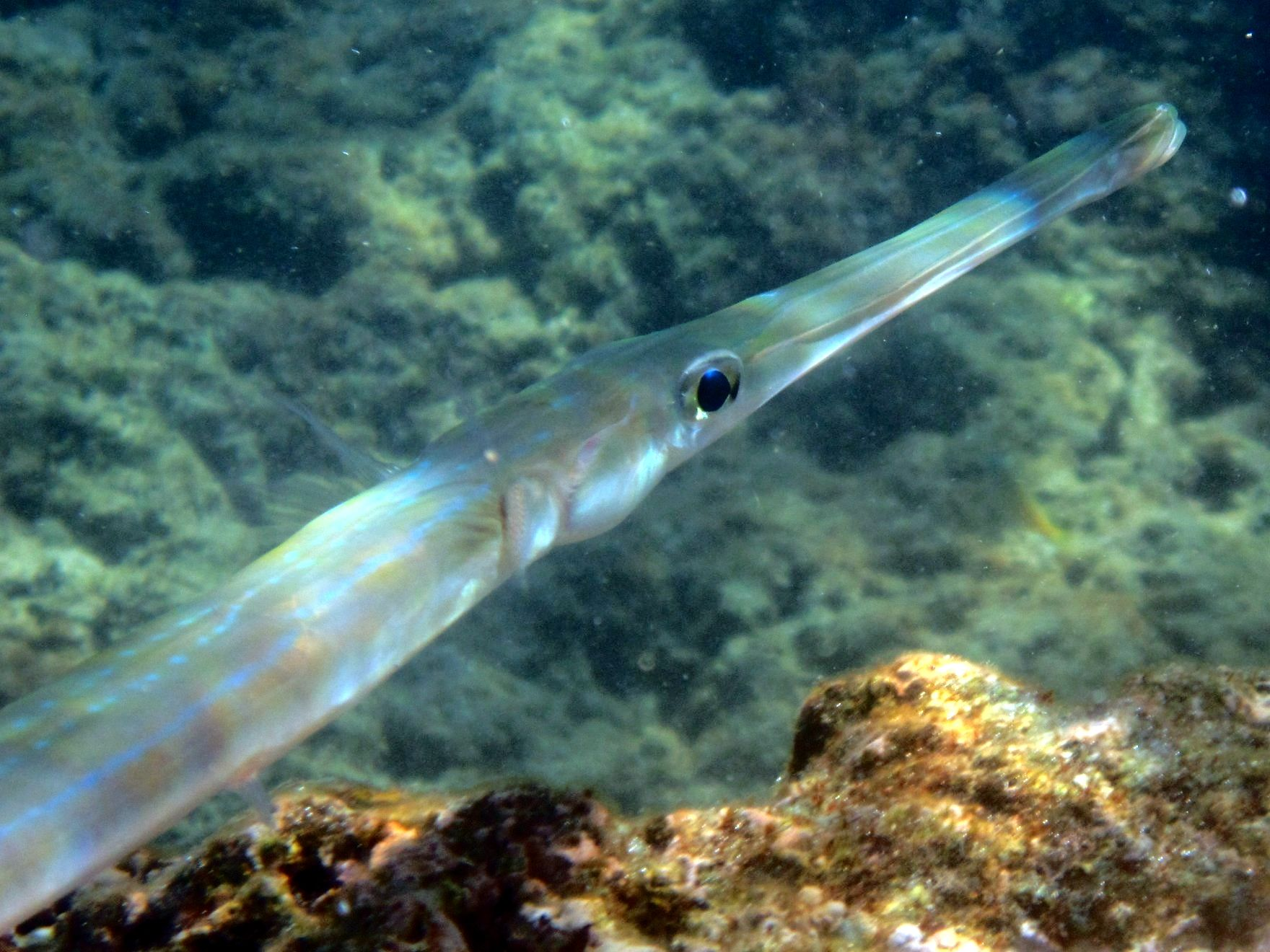
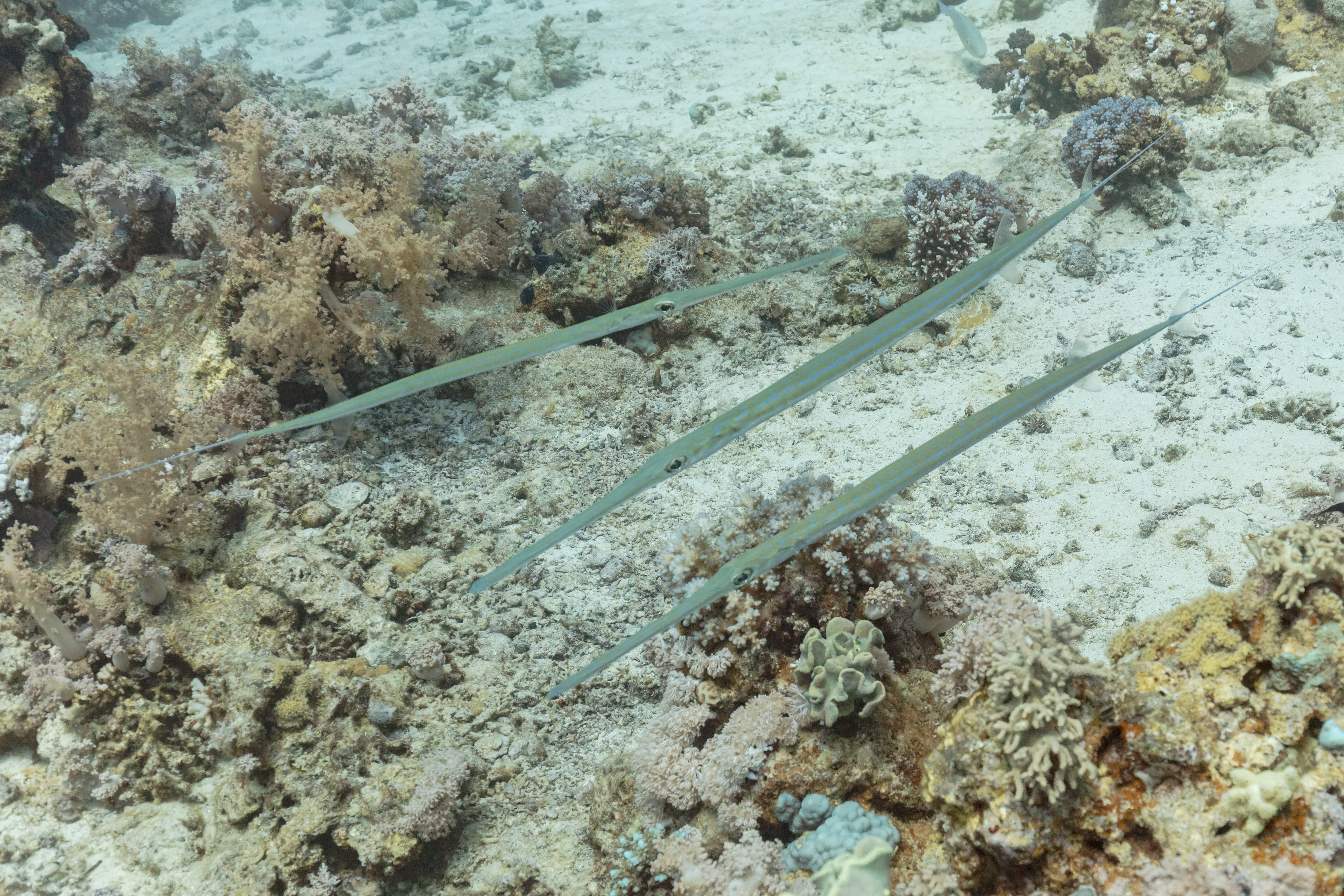
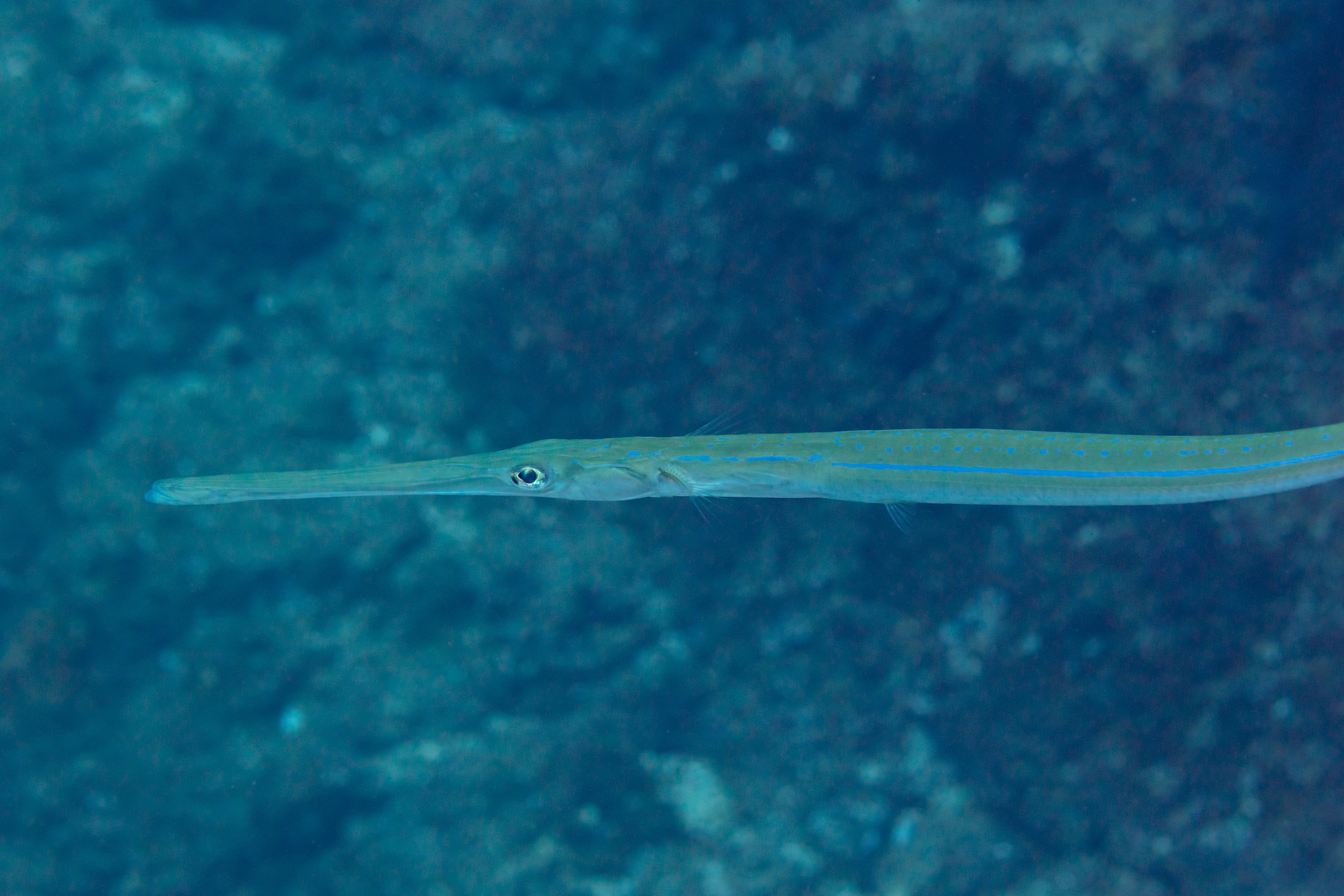